# Star Ship (jogo eletrônico)
Star Ship é um jogo eletrônico desenvolvido pela Atari para o Video Computer System (conhecido posteriormente como Atari 2600). O jogo foi um dos nove títulos de lançamento do Atari 2600 disponibilizados para venda em janeiro de 1978. O jogo foi projetado e programado por Bob Whitehead baseado no fliperama da Atari Starship 1.
Star Ship foi o primeiro jogo ambientado no espaço sideral para Atari Video Computer System. O jogador utiliza o controle para comandar a nave e cumprir com os seguintes objetivos:
- Destruir quantas espaçonaves e robôs puder dentro do tempo limite, podendo atirar também nos asteróides.
- Desviar do fogo inimigo e atirar na espaçonave inimiga (controlada por um humano ou pelo computador).
- Desviar dos asteróides e de outros objetos no caminho para atingir a maior distância possível.
- Pousar a nave no local apropriado na Lua.